# Barrage de Maguga
Le barrage de Maguga est un barrage sur la Komati en Eswatini (Swaziland). D'une hauteur de 115 mètres et situé à environ douze kilomètres au sud de Piggs Peak, il fut construit conjointement par les gouvernements sud-africain et eswatinien. En 2005, il était le plus grand projet de travaux publics jamais entrepris par l'Eswatini, terminé au milieu de l'année 2001.
En 1992, les deux pays signent un traité portant sur la conception, la construction, l'exploitation et l'entretien des barrages de Driekoppies et de Maguga. L'Afrique du Sud étant la seule bénéficiaire de ce barrage, elle en assume l'intégralité des coûts (bien que le réservoir résultant se trouve partiellement en Eswatini). Le but premier du barrage est l'irrigation (pour la canne à sucre, la sylviculture et environ mille petits agriculteurs d'Eswatini) mais une centrale hydroélectrique d'une capacité de 20 MW (générée par deux unités d'une capacité de 9,9 MW chacune) devait être terminée en octobre 2006.
C'est un barrage en remblai en enrochement d'argile. Le remblai du barrage comprend environ 800 000 mètres cubes d'argile, 2 800 000 mètres cubes de roche granitique et 43 000 mètres cubes de matériau filtrant. Il a une hauteur totale de 115 mètres, une longueur de crête de 870 mètres et une largeur de base de 400 mètres. Il a une capacité de 332 000 000 m3 d'eau et une superficie de 10 420 000 m2. Il a été conçu pour résister à une crue maximale probable de 15 000 m3 par seconde. Il existe un déversoir labyrinthe de 181 m de long.
Les sécheresses ont causé des problèmes majeurs. En 2007, la capacité du barrage était tombée à 37 % de sa capacité. En 2015, les niveaux d'eau du barrage étaient à un niveau record et le 20 février 2016, le niveau de stockage de l'eau a été mesuré à 31 %.
Le projet a déplacé environ mille personnes.
La coentreprise du barrage de Maguga a reçu une mention élogieuse de l'Association sud-africaine des ingénieurs-conseils dans la catégorie « excellence en ingénierie », avec une valeur supérieure à 5 millions de dollars en 2002. Le barrage a également remporté le prix Fulton 2003 de la Concrete Society of Southern Africa pour les ouvrages de génie civil.